# 马克西玛王后
马克西玛王后（荷蘭語：Koningin Máxima der Nederlanden，1971年5月17日—），生於阿根廷布宜諾斯艾利斯，荷兰国王威廉-亞歷山大之妻，兩人育有三名女兒。
婚前名為：马克西玛·索雷吉耶塔·塞鲁蒂（Máxima Zorreguieta Cerruti）。嫁入王室之前，马克西玛是一名投資銀行家。在2013年4月30日，威廉-亞歷山大即位為荷蘭國王後，麥西瑪成為荷蘭王后。

## 生平
出生於阿根廷，父親豪尔赫·索雷吉耶塔（Jorge Zorreguieta）1970年代魏地拉將軍當政時擔任農業次長。
马克西玛与丈夫威廉-亞歷山大是在一次博览会上相识的，当时威廉-亞歷山大尚是荷兰王储。此后，他们便恋爱。为了和王储在一起，马克西玛辞去了银行的工作，搬到布鲁塞尔，专心学习荷兰语，融入荷兰社会。由於其父親曾在飽受爭議的軍政府工作過，有关消息传到荷兰后，国会的一些议员立即对这桩婚事表示强烈反对，而当地的一些报纸则建议，王储如要娶马克西玛为妻，就应放弃王位继承权。
马克西玛被迫發表公開聲明譴責魏地拉，終与王储於2002年结成夫婦，但其雙親被禁止參加婚禮。次年12月，长女卡塔里娜-阿马利娅公主出生。2013年，威廉-亞歷山大继位成为荷兰国王，她成为荷兰王后。

## 荣誉

### 荷兰勋章奖章
- 荷蘭獅騎士大十字勳章（英语：Order of the Netherlands Lion） (Knight Grand Cross of the Order of the Netherlands Lion)
- 奧蘭治王朝大十字勳章（英语：Order of the House of Orange） (Grand Cross of the Order of the House of Orange)[3]

### 外国勋章奖章
- 宝冠大绶章（日本，2014年10月24日公布[4]）：随国王威廉-亚历山大于2014年10月29日至31日对日本进行国事访问。
- 大象勋章（丹麦，2015年3月17日[5]）